# Saw You Drown
Saw You Drown – minialbum zespołu Katatonia wydany w 1998 roku w nakładzie 1500 egzemplarzy. Utwory "Saw You Drown" oraz "Nerve" pojawiły się później na albumie Discouraged Ones.

## Lista utworów
1. Saw You Drown – 5:02
2. Nerve – 4:31
3. Quiet World – 4:37
4. Scarlet Heavens – 10:25

## Twórcy

### "Saw You Drown" / "Nerve" / "Quiet World"
- Jonas Renkse – perkusja, wokal
- Anders Nyström – gitara, keyboard
- Fredrik Norrman – gitara
- Mikael Oretoft – gitara basowa

### "Scarlet Heavens"
- Jonas Renkse – perkusja, wokal
- Anders Nyström – gitara
- Guillaume Le Huche – gitara basowa